# Daihatsu Sigra
Daihatsu Sigra — минивэн со стандартными трёхрядными сиденьями, выпускающийся с июля 2016 года японской компанией Daihatsu и продаваемый исключительно в Индонезии.

## Описание
Daihatsu Sigra, разработанный главным инженером Daihatsu Нобухико Оно, базируется на платформе Ayla и позиционируется ниже Xenia. Ребеджинговый вариант, выпускающийся компанией Toyota, носит название Toyota Calya и отличается дифференцированной передней частью. Автомобили выпускаются в соответствии с постановлением индонезийского правительства «Low Cost Green Car», которое отменило налог на предметы роскоши для экономичных автомобилей.
Ранее в 2012 году был презентован концепт-кар UFC, в 2013 году — UFC2, а в 2014 году — UFC 3. Серийная модель дебютировала 2 августа 2016 года параллельно с Calya, а 11 августа того же года автомобиль был представлен на 24-м Международном автосалоне Gaikindo Indonesia. Оба автомобиля выпускаются в Караванге, заявленный уровень локализации составляет 94%.
Название Sigra произошло от санскритского слова, означающего «быстрая реакция», в то время как Calya означает «совершенство».

## Двигатели
| Бензиновые двигатели | Бензиновые двигатели | Бензиновые двигатели                                              | Бензиновые двигатели      | Бензиновые двигатели              | Бензиновые двигатели    | Бензиновые двигатели  | Бензиновые двигатели |
| Код шасси            | Модель               | Двигатель                                                         | Трансмиссия               | Мощность                          | Крутящий момент         | Максимальная скорость | Применения           |
| -------------------- | -------------------- | ----------------------------------------------------------------- | ------------------------- | --------------------------------- | ----------------------- | --------------------- | -------------------- |
| B400                 | 1.0                  | 998 см3, 1KR-VE, DOHC (12 клапанов), EFI, I3, VVT-i               | 5-скор. МКПП              | 49 кВт (66 л. с.) при 6000 об/мин | 89 Н⋅м при 4400 об/мин  | 151 км/ч              | Sigra                |
| B401                 | 1.2                  | 1197 см3, 3NR-VE, DOHC (16 клапанов), EFI, I4, двойной Dual VVT-i | 5-скор. МКПП 4-скор. АКПП | 65 кВт (87 л. с.) при 6000 об/мин | 108 Н⋅м при 4200 об/мин | 163 км/ч              | Sigra/Calya          |

## Комплектации
| Модель | Комплектация | Трансмиссия               | Годы производства      |
| ------ | ------------ | ------------------------- | ---------------------- |
| Sigra  | 1.0 D        | 5-скор. МКПП              | 2016 — настоящее время |
| Sigra  | 1.0 M        | 5-скор. МКПП              | 2016 — настоящее время |
| Sigra  | 1.2 X        | 5-скор. МКПП 4-скор. АКПП | 2016 — настоящее время |
| Sigra  | 1.2 X Deluxe | 5-скор. МКПП 4-скор. АКПП | 2016 — настоящее время |
| Sigra  | 1.2 R        | 5-скор. МКПП 4-скор. АКПП | 2016 — настоящее время |
| Sigra  | 1.2 R Deluxe | 5-скор. МКПП 4-скор. АКПП | 2016 — настоящее время |
| Calya  | 1.2 E        | 5-скор. МКПП              | 2016 — настоящее время |
| Calya  | 1.2 E        | 4-скор. АКПП              | 2016—2019              |
| Calya  | 1.2 G        | 5-скор. МКПП 4-скор. АКПП | 2016 — настоящее время |

## Рестайлинг
Daihatsu Sigra прошёл фейслифтинг 16 сентября 2019 года параллельно с Toyota Calya. Все модели (за исключением Sigra 1.0 D) имеют светодиодные фары. Под рычагом переключения передач также имеется место для хранения вещей. 7 июля 2022 года автомобили прошли второй фейслифтинг.

## Галерея

### Sigra

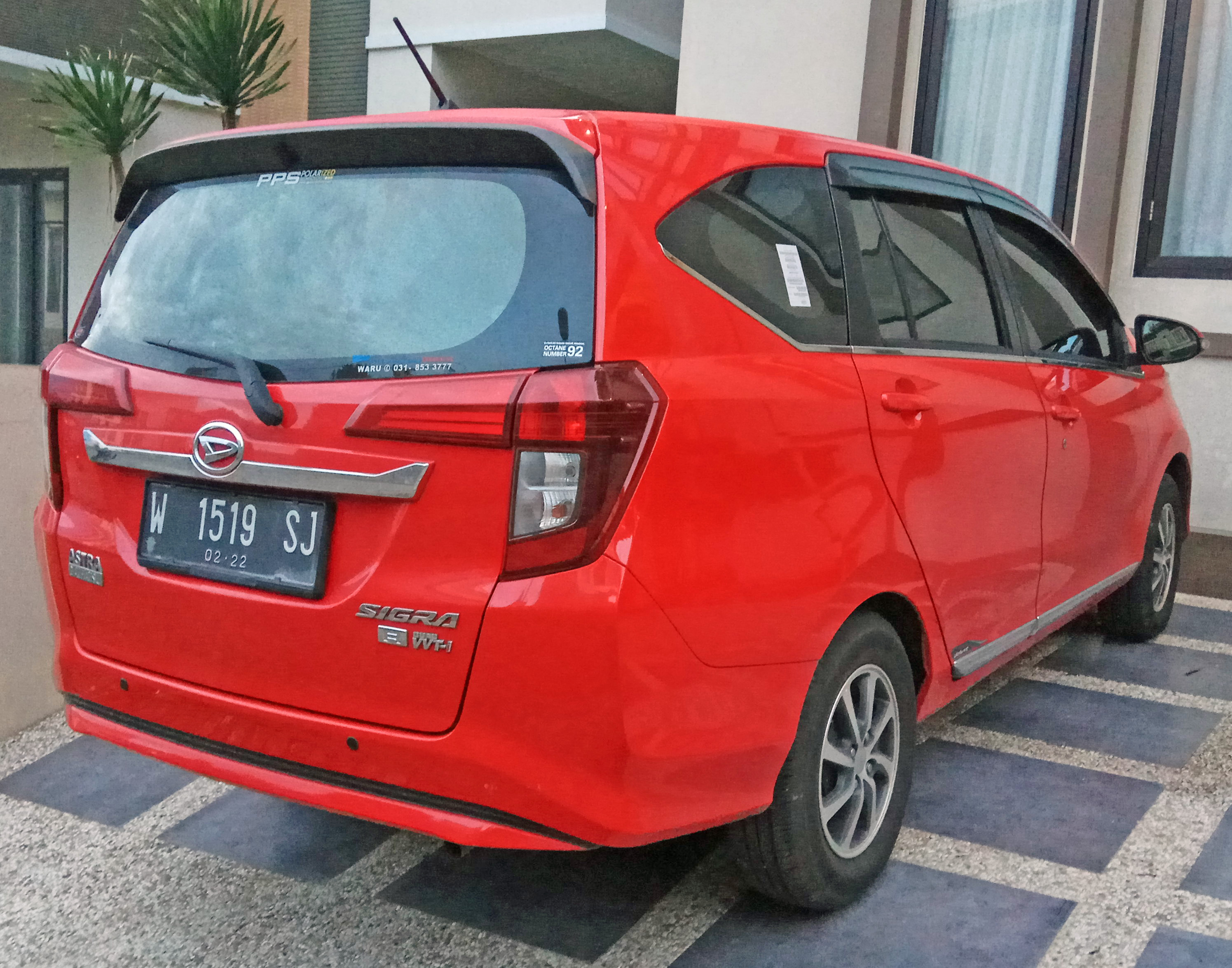
2017 Sigra 1.2 R Deluxe (B401RS, до фейслифтинга)
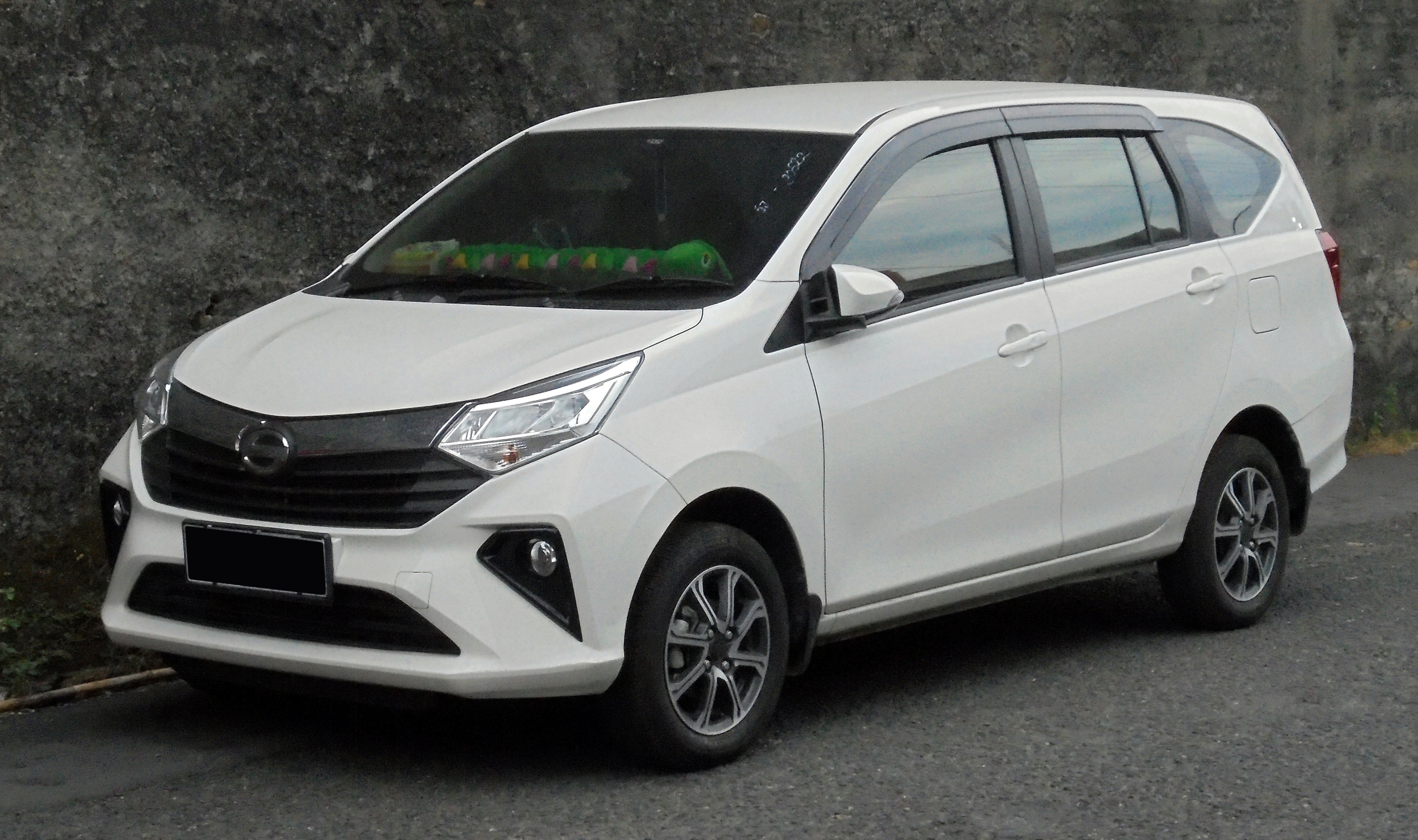
2020 Sigra 1.2 R (B401RS, после фейслифтинга)
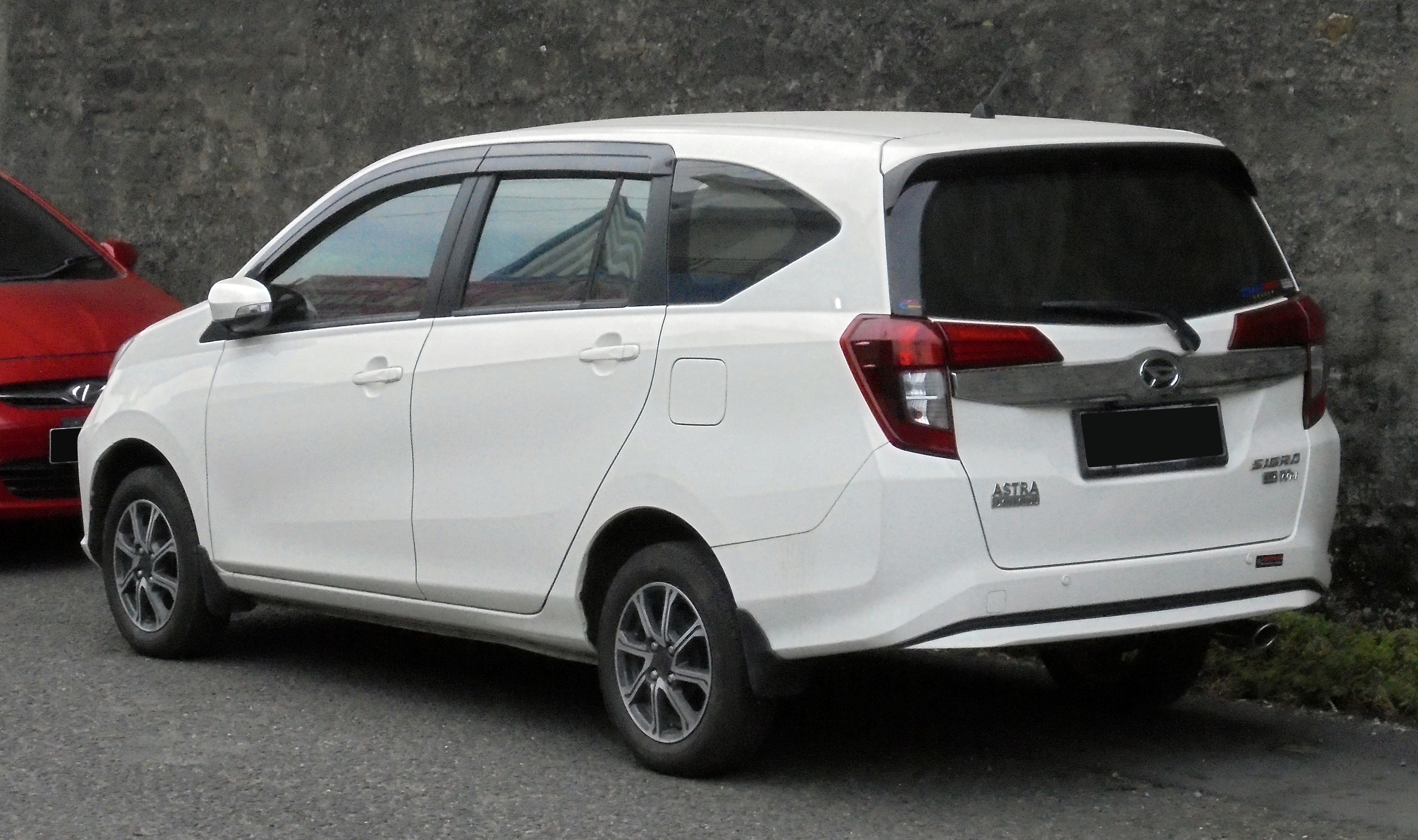
2020 Sigra 1.2 R (B401RS, после фейслифтинга)
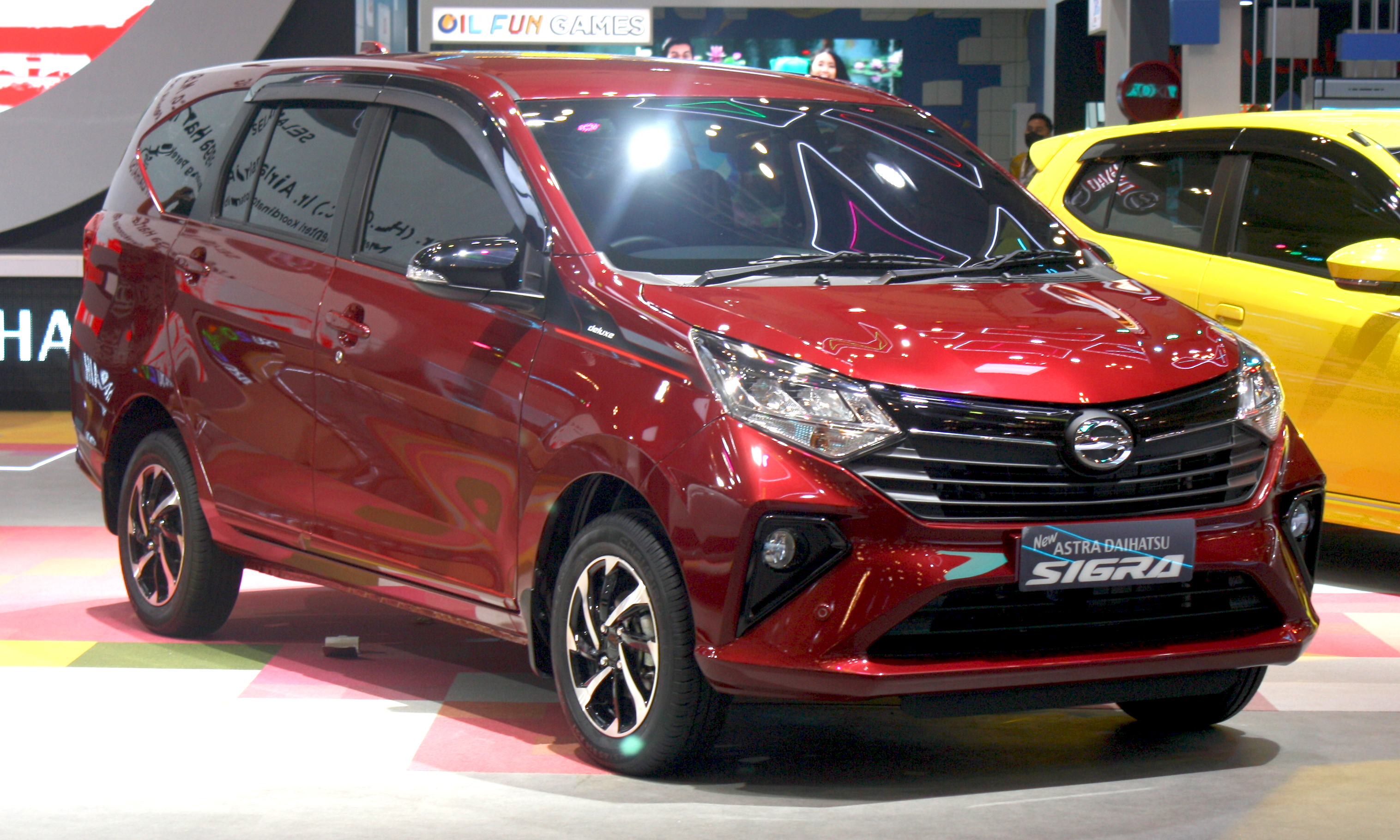
2022 Sigra 1.2 R Deluxe (B401RS, после фейслифтинга)
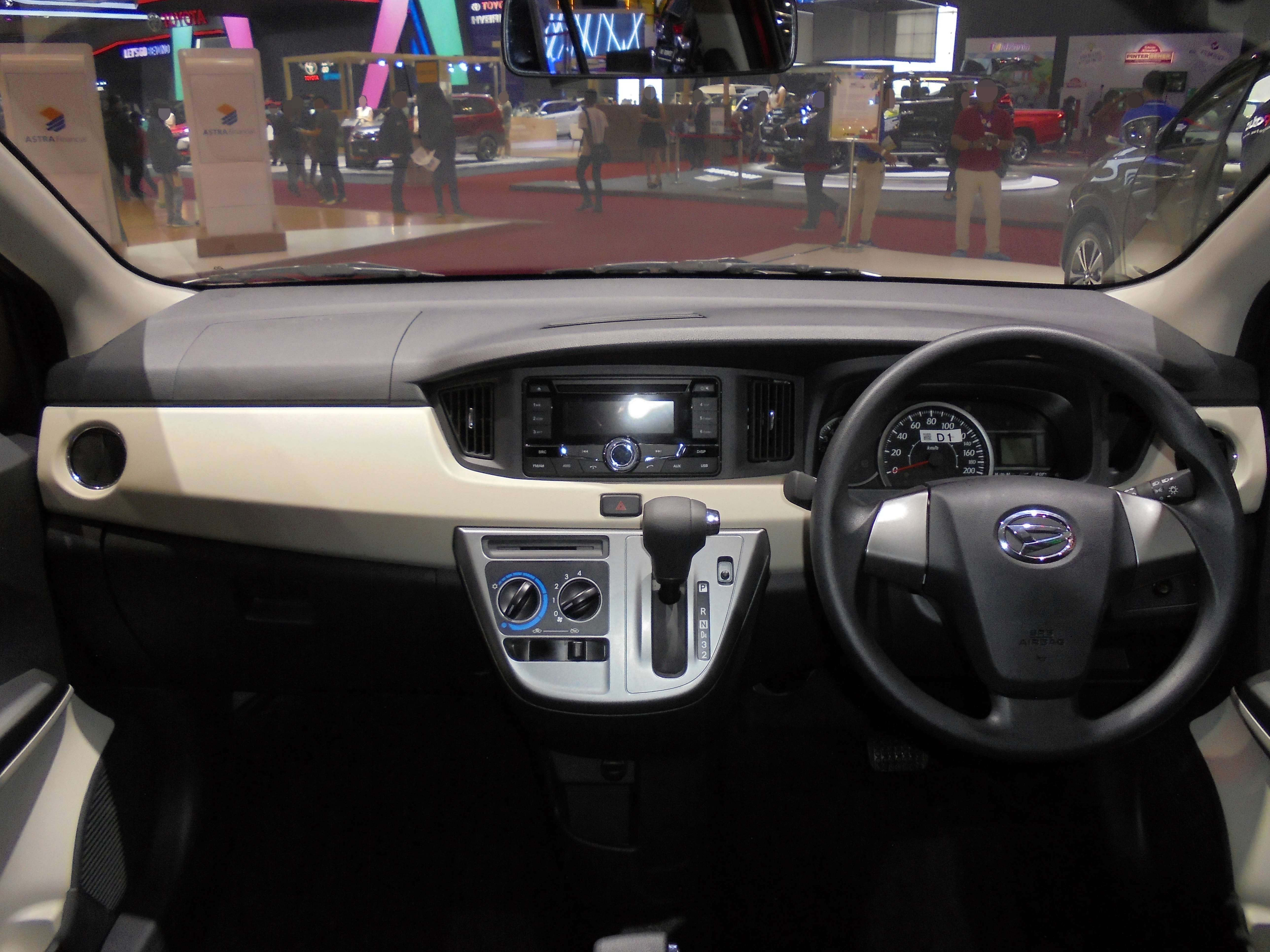
2019 Sigra 1.2 R Deluxe (интерьер)
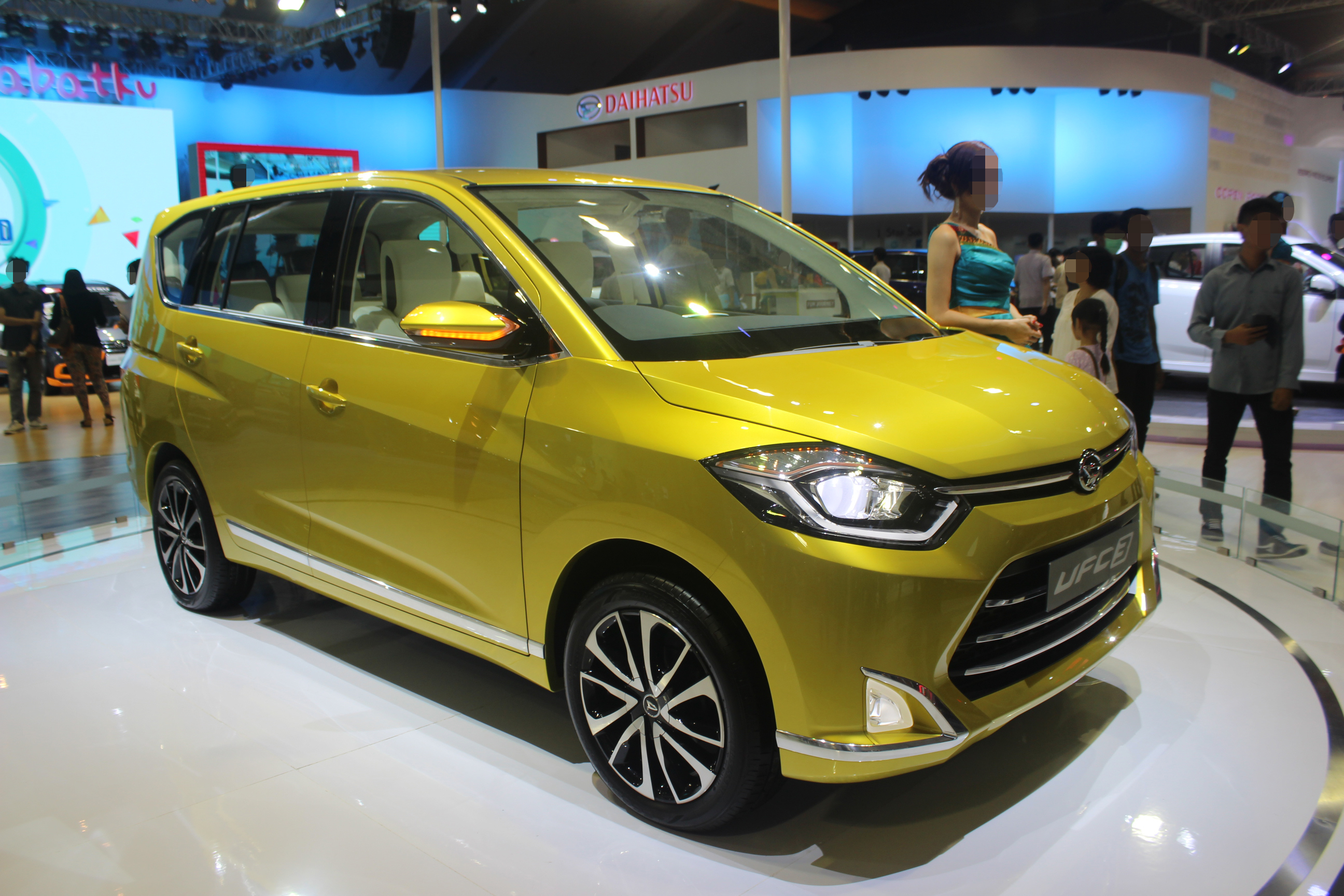
Концепт-кар Daihatsu UFC 3

### Calya

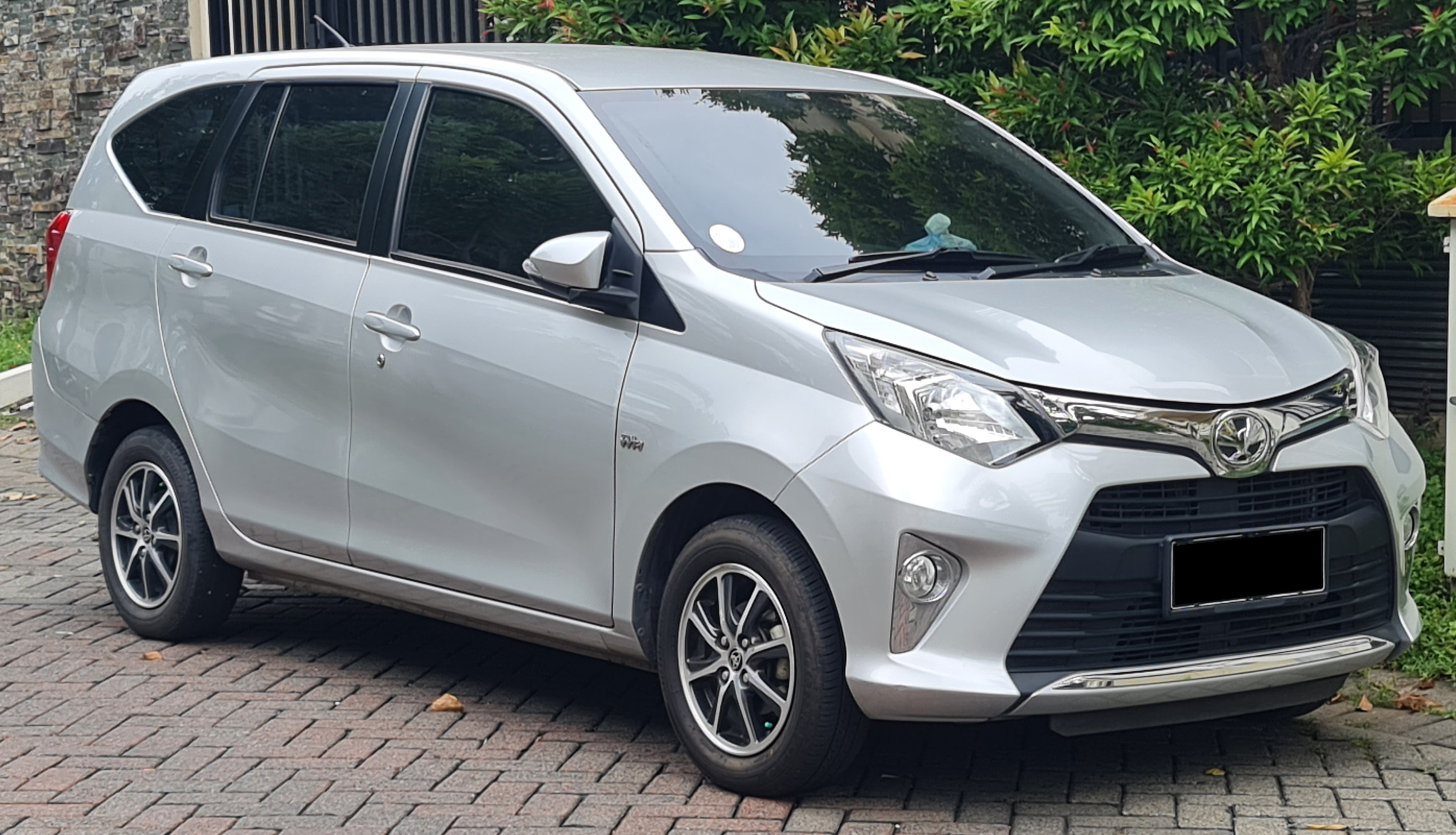
2016 Toyota Calya 1.2 G (B401RA, до фейслифтинга)
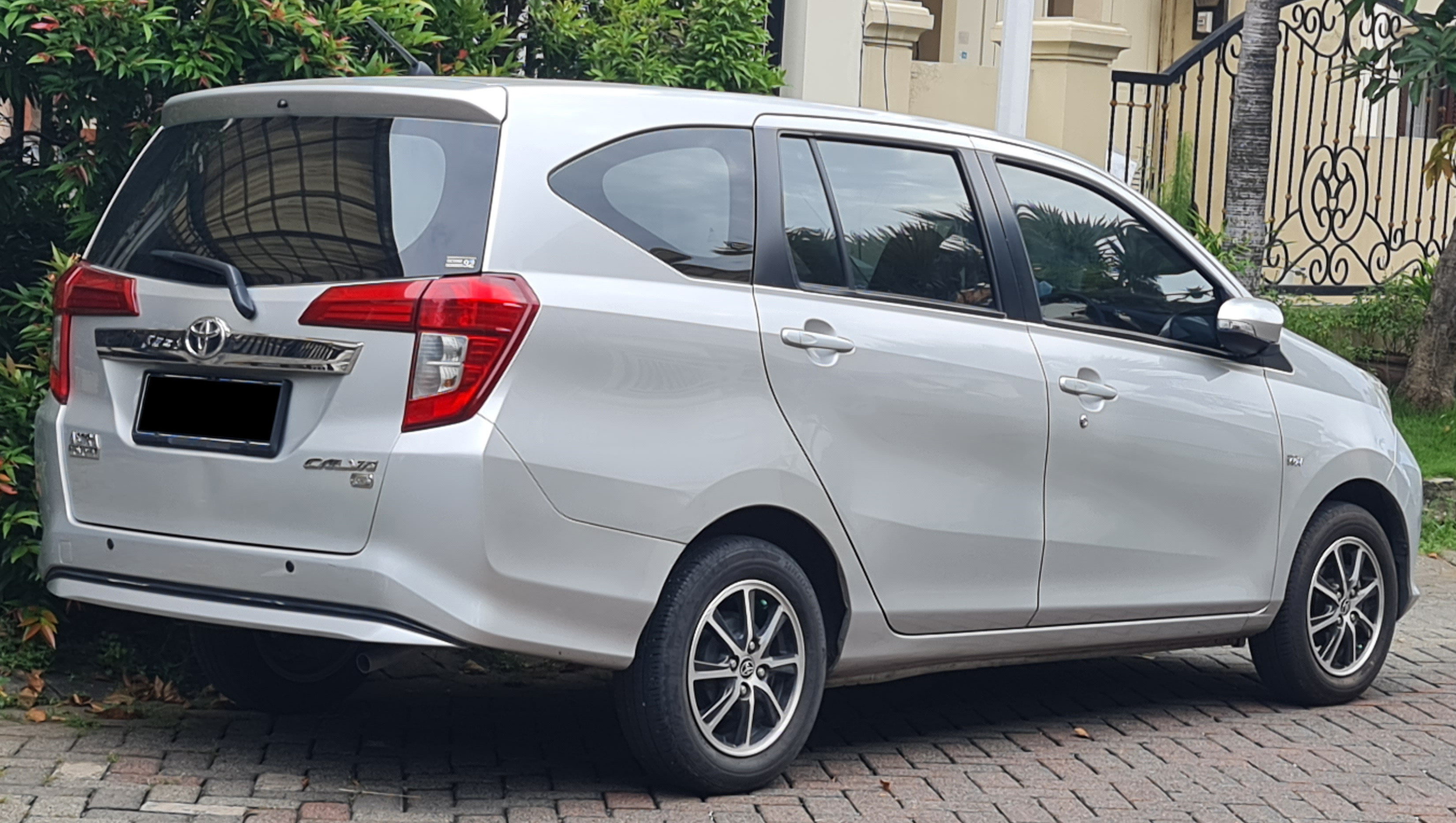
2016 Calya 1.2 G (B401RA, до фейслифтинга)
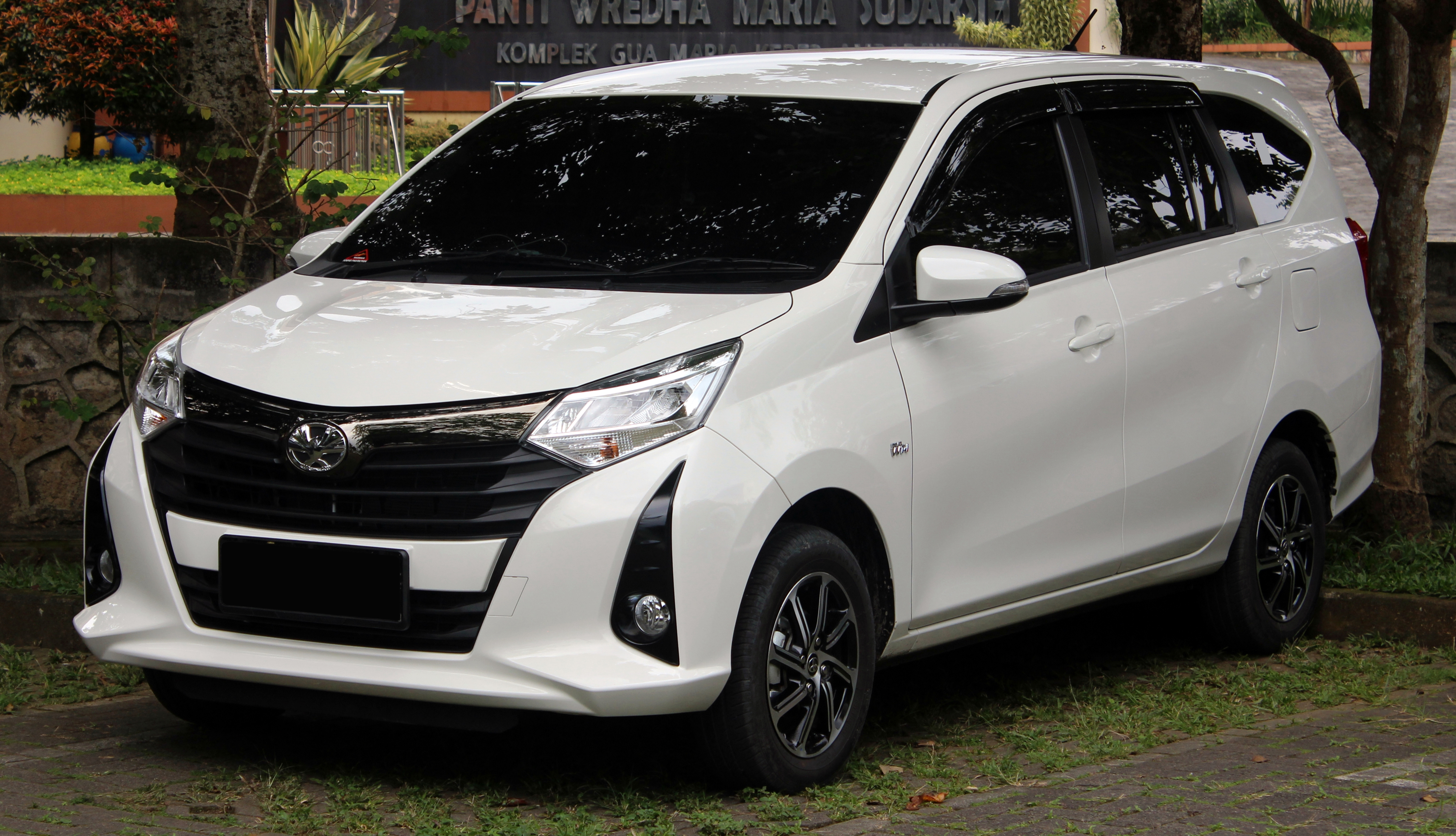
2022 Calya 1.2 G (B401RA, после фейслифтинга)
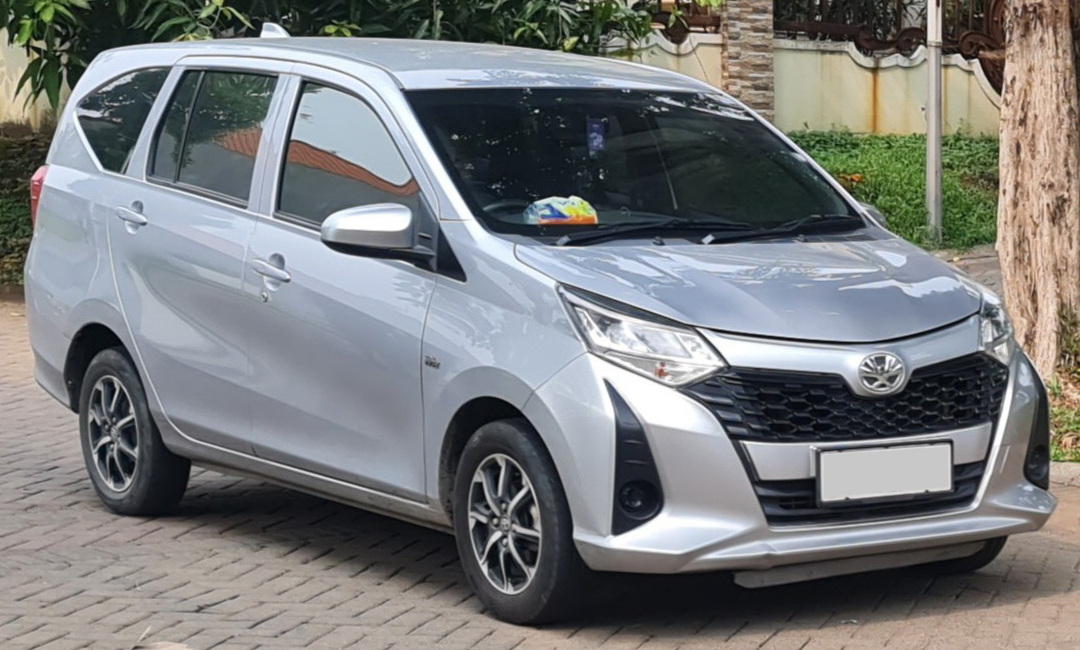
2022 Calya 1.2 E (B401RA, после фейслифтинга)
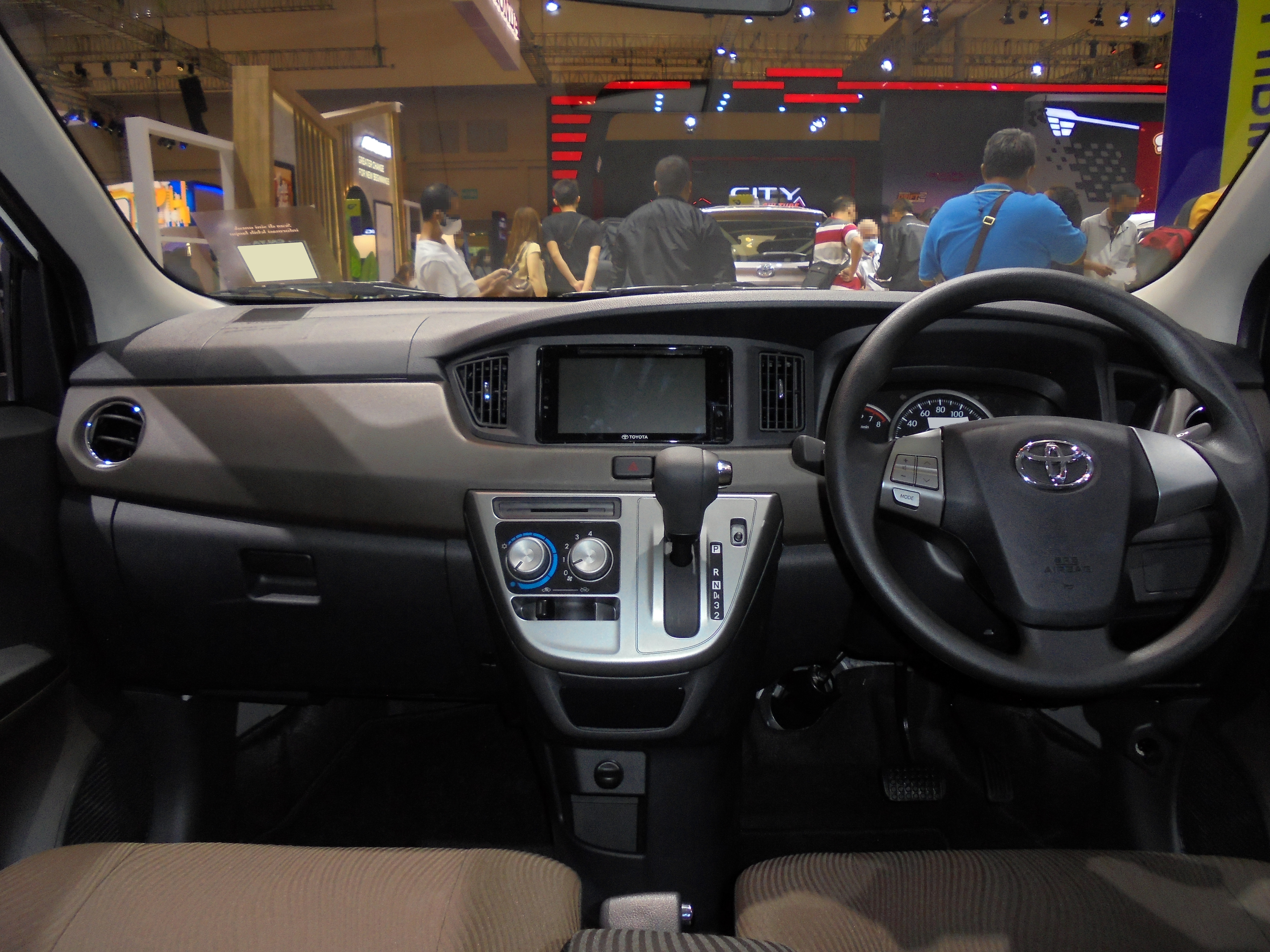
2021 Calya 1.2 G (интерьер)

## Безопасность
| ASEAN NCAP        | ASEAN NCAP                                                               | ASEAN NCAP    |
| ----------------- | ------------------------------------------------------------------------ | ------------- |
| Общее число звёзд | 4 из 5 звёзд · 4 из 5 звёзд · 4 из 5 звёзд · 4 из 5 звёзд · 4 из 5 звёзд |               |
| Взрослый          | 12.93 / 16.00                                                            | 12.93 / 16.00 |
| Ребёнок           | 73%                                                                      | 73%           |

## Продажи
| Год   | Индонезия      | Индонезия    |
| Год   | Daihatsu Sigra | Toyota Calya |
| ----- | -------------- | ------------ |
| 2016  | 31,939         | 47,287       |
| 2017  | 44,993         | 73,236       |
| 2018  | 50,907         | 63,970       |
| 2019  | 52,283         | 54,549       |
| 2020  | 22,559         | 21,175       |
| 2021  | 40,283         | 35,375       |
| 2022  | 51,427         | 43,582       |
| 2023  | 61,752         | 45,801       |
| 2024  | 54,709         | 39,909       |
| Всего | 410,852        | 424,884      |